# Рендалл Воллес
Рендалл Воллес (англ. Randall Wallace; нар. 28 липня 1949, Джексон, Теннесі, США) — американський сценарист, кінорежисер, продюсер і автор пісень, який став відомим, написавши сценарій до історичної драми «Хоробре серце» (1995). Його робота над фільмом принесла йому номінацію на премію «Оскар» за найкращий оригінальний сценарій і премію Гільдії сценаристів Америки в тій же категорії. Відтоді він зняв такі фільми, як «Людина в залізній масці» (1998), «Ми були солдатами» (2002), «Чемпіон» (2010) і «Небо справжнє» (2014).

## Молодість і освіта
Народився в Джексоні, штат Теннессі, він жив у Мемфісі та окрузі Хендерсон, штат Теннессі, перш ніж переїхати до Вірджинії. Воллес почав писати оповідання у віці семи років. Він закінчив середню школу EC Glass у Лінчбурзі, штат Вірджинія, і відвідав Університет Дьюка, де вивчав російську мову, релігію та літературу та був членом братства Lambda Chi Alpha . Він закінчив семінарію, викладаючи бойові мистецтва. Уоллес має чорний пояс з карате.

## Кар'єра
Після управління шоу тварин у Нешвіллському Opryland, Воллес переїхав до Голлівуду, щоб продовжити кар'єру співака та автора пісень. Він почав писати оповідання, романи та сценарії до фільмів. Воллеса взяв під опіку провідний телевізійний продюсер Стівен Дж. Каннелл і кілька років писав для телебачення наприкінці 1980-х і на початку 1990-х років.
Він здобув визнання та комерційний успіх, написавши сценарій до фільму «Хоробре серце» (1995), на який його надихнула поїздка до Шотландії, щоб дізнатися більше про своє шотландське коріння. Перебуваючи там, він відкрив легенду про середньовічного шотландського патріота Вільяма Воллеса; однак він жодним чином не пов'язаний з Вільямом Воллесом. «Хоробре серце» став першим сценарієм Уоллеса після того, як він зацікавив Мела Гібсона, який став продюсером, режисером і виконавцем головної ролі у фільмі. Він став одним із найуспішніших фільмів 1995 року, заробивши понад 200 мільйонів доларів. Він був номінований на десять нагород Оскар, включаючи номінацію на найкращий оригінальний сценарій для Уоллеса, і виграв п'ять, включаючи нагороди Оскар за найкращий фільм і найкращу режисуру. «Хоробре серце» також отримав одну нагороду «Золотий глобус» і чотири нагороди BAFTA.

Уоллес дебютував як режисер, створивши власний сценарій у фільмі Людина в залізній масці (1998), де знялися Леонардо Ді Капріо, Джон Малкович, Габріель Бірн, Джеремі Айронс і Жерар Депардьє. Невдовзі після цього він написав сценарій до фільму Перл-Гарбор (2001), режисером якого став Майкл Бей, а в головних ролях — Бен Аффлек, Джош Хартнетт і Кейт Бекінсейл.
За цим послідував другий фільм Воллеса як режисера «Ми були солдатами» (2002), у якому Воллес знову об'єднався з Мелом Гібсоном. Йшлося про битву при Іа Дранг (1965) під час війни у В'єтнамі, засноване на мемуарах генерал-лейтенанта Хела Мура.

Уоллес зняв «Чемпіон» Діснея (2010) — справжню історію про скакового коня, який виграв Потрійну корону в 1973 році. У фільмі розповідається про труднощі та мужність власниці Пенні Ченері-Твіді, яку зіграла номінантка на премію «Оскар» Даян Лейн. Уоллес також написав кінцеву заголовну пісню It's Who You Are, яка вийшла разом із саундтреком до Чемпіону.
Наступним режисерським проєктом Уоллеса стала релігійна драма "Небеса справжні " (2014), заснована на однойменній історії. У червні 2016 року Уоллес заявив, що вони з Гібсоном почали роботу над «Страстями Христовими: Воскресіння» (2024), продовженням «Страстей Христових» (2004), який буде зосереджений на воскресінні Ісуса та подіях навколо нього. воскресіння.

## Інша робота
Уоллес є автором семи романів бестселерів за версією New York Times і автором слів гімну «Осідки Господа», спочатку написаного для We Were Soldiers і виконаного під час вечірки на національному похороні президента Рональда Рейгана.
У 2008 році Уоллес написав кілька пісень із співаком/автором пісень Річардом Марксом. Одна з цих пісень, «Flame In Your Fire», з'являється в альбомі Маркса Emotional Remains.
В інтерв'ю він визнавав глибоку відданість християнству, що, на його думку, вплинуло на його підхід до кіновиробництва.
Він з'явився в сьомому сезоні епізоду 3 «Драмеді» комедійного серіалу HBO Антураж як самого себе.
Окрім роботи режисера, Воллес є засновником Голлівуду для Habitat for Humanity і батьком двох синів. 1999 року він створив власну компанію Wheelhouse Entertainment, яка зосереджена на створенні розваг для світової аудиторії на основі класичних цінностей любові, мужності та честі.
Уоллес був доповідачем на Національному молитовному сніданку Fellowship Foundation 3 лютого 2011 року.
Уоллес був доповідачем на церемонії вручення дипломів Університету Свободи 14 травня 2011 року.

## Фільмографія
| Рік  | Назва                         | Роль    | Роль      | Роль       | Нотатки |
| Рік  | Назва                         | Режисер | Сценарист | Продюсер   | Нотатки |
| ---- | ----------------------------- | ------- | --------- | ---------- | --- |
| 1995 | Хоробре серце                 | Ні      | Так       | Ні         | Премія Гільдії сценаристів Америки за найкращий оригінальний сценарій Номінований — Премія «Оскар» за найкращий оригінальний сценарій Номінований — Премія «Золотий глобус» за найкращий сценарій |
| 1998 | Людига у залізній масці       | Так     | Так       | Так        | |
| 2001 | Перл-Гарбор                   | Ні      | Так       | Виконавчий | Нагорода Stinkers Bad Movie за найкращий сценарій для фільму, який зібрав понад 100 мільйонів доларів Номінований — «Золота малина» за гірший сценарій                                            |
| 2002 | Ми були солдатами             | Так     | Так       | Так        | |
| 2010 | Чемпіон                       | Так     | Ні        | Ні         | Премія «Крістофер» за найкращий повнометражний фільм Премія MovieGuide за найкращий фільм для дорослої аудиторії                                                                                  |
| 2014 | Heaven Is for Real            | Так     | Так       | Ні         | Номінований — Головний приз журі Real to Reel за найкращий незалежний повнометражний фільм |
| 2025 | Страсті Христові: Воскресіння | Ні      | Так       | Ні         | |

### Телебачення
| Рік     | Назва          | Роль    | Роль      | Роль       | Нотатки                     |
| Рік     | Назва          | Режисер | Сценарист | Продюсер   | Нотатки                     |
| ------- | -------------- | ------- | --------- | ---------- | --------------------------- |
| 1986    | Hunter         | Ні      | Так       | Ні         | Епізод: «Fagin 1986»        |
| 1986    | Starman        | Ні      | Так       | Ні         | Епізод: «Secrets»           |
| 1987    | Stingray       | Ні      | Так       | Ні         | Епізод: «Anywhere, Anytime» |
| 1987–88 | J.J. Starbuck  | Ні      | Так       | Так        | 3 епізоди                   |
| 1988    | Sonny Spoon    | Ні      | Так       | Виконавчий | Творець                     |
| 1989    | Unsub          | Ні      | Так       | Ні         | 2 епізоди                   |
| 1990–91 | Broken Badges  | Ні      | Так       | Виконавчий | Творець                     |
| 1996    | Темний Ангел   | Ні      | Історія   | Ні         |                             |
| 2015    | Point of Honor | Так     | Так       | Виконавчий |                             |